# TASC FC
TASC Football Club is een Botswaanse voetbalclub uit de stad Francistown. TASC FC komt uit in de Mascom Premier League, de hoogste voetbaldivisie van Botswana.

## Palmares
- Beker van Botswana

Winnaars (2) : 1991, 2001